# Padrão Sagan

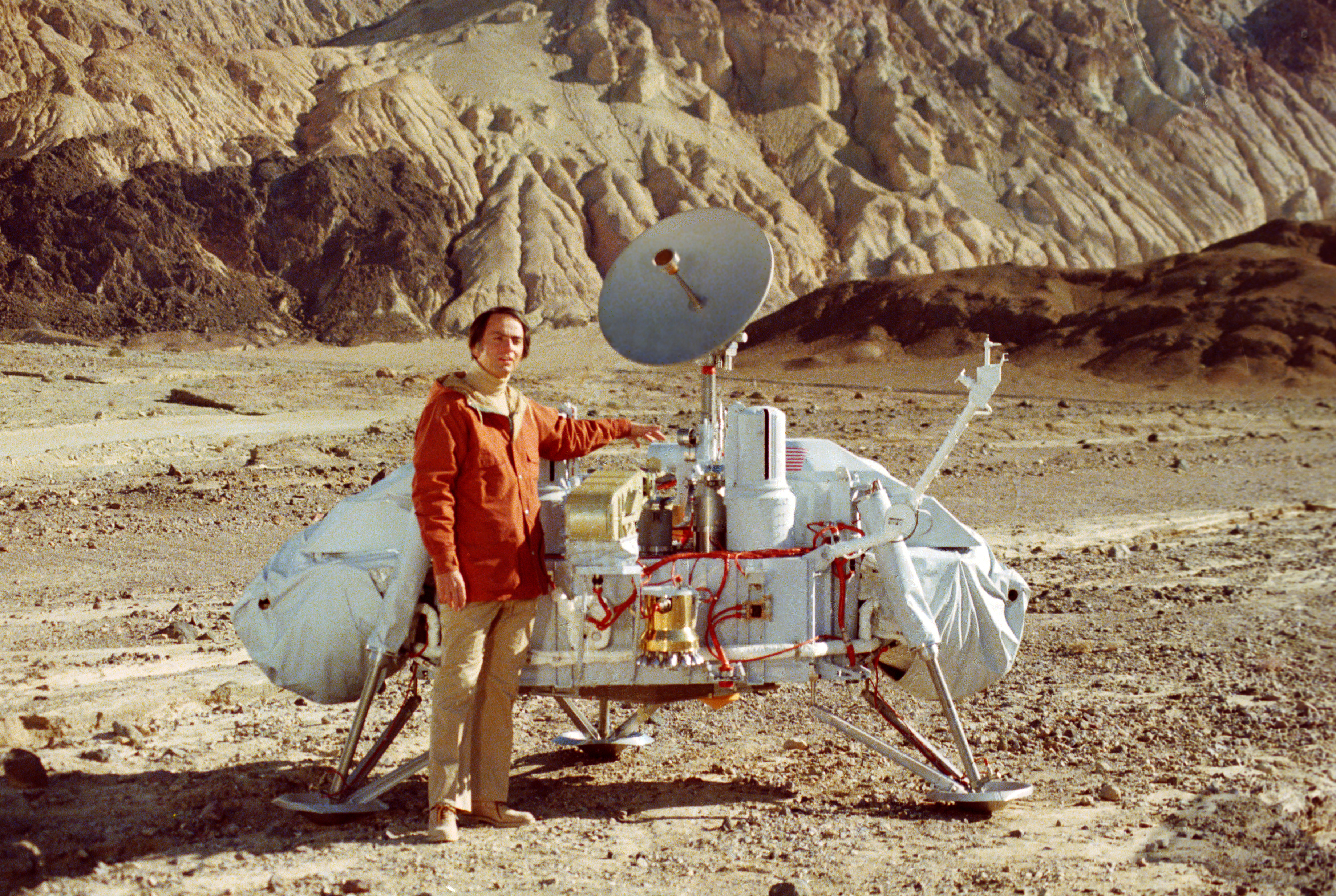
Carl Sagan popularizou o padrão.

O Padrão Sagan é um aforismo que diz que "alegações extraordinárias requerem evidências extraordinárias".

## Lógica
Uma alegação extraordinária é uma alegação que não é embasada pelas evidências disponíveis, ou por evidências comuns. O apoio para essa alegação deve portanto vir de alguma evidência nova observada, ou um novo reconhecimento de evidências existentes, que seja extraordinário.

## História
O aforismo foi popularizado pelo astrônomo Carl Sagan em seu programa de televisão dos anos 1980 Cosmos. Dois artigos de 1978, um no U.S. News & World Report  e outro por Koneru Ramakrishna Rao no Journal of Parapsychology ambos citam o físico Philip Abelson, então editor do Science, usando a mesma frase.
Outros propuseram ideias muito parecidas, redigidas de forma diferente. Théodore Flournoy, em 1899, propôs o princípio de que "o peso da evidência para uma alegação extraordinária deve ser proporcional à sua estranheza", atribuindo a ideia a Laplace. Ele cita Laplace como dizendo, em 1814, que "nós devemos examinar [fenômenos aparentemente inexplicáveis] com uma atenção tanto mais minuciosa quanto mais difíceis de admitir eles aparentemente sejam." Em 1808, Thomas Jefferson também disse: "Mil fenômenos se apresentam todos os dias sem que possamos explicá-los, mas onde fatos sejam sugeridos, levantando uma analogia com as leis da natureza tais como hoje as conhecemos, a veracidade deles precisa de provas proporcionais à sua dificuldade." Em "Sobre o Extraordinário: Uma Tentativa de Clarificação" (1978), o sociólogo Marcelo Truzzi disse: "uma alegação extraordinária requer uma prova extraordinária."
Em 2004, o ciclista Lance Armstrong usou a frase "Alegações extraordinárias requerem evidências extraordinárias" para desacreditar acusações de doping feitas contra ele pelo jornalista David Walsh. Depois, Armstrong foi perguntado: "O que há de especial em você que faz com que provas normais sejam insuficientes para derrubá-lo? Para assassinos, não procuramos provas extraordinárias, procuramos por provas. Mas você diz que elas precisam ser extraordinárias. Por quê?". Armstrong posteriormente confessou o doping em 2013.

## Críticas ao aforismo
O aforismo tem sido criticado tanto pelo seu apoio aparente à "ortodoxia" ao aumentar o padrão de evidências necessário para alegações que estão fora do atual consenso como  por introduzir subjetividade e ambiguidade em determinar o que merece receber a classificação de "alegação extraordinária". David Deming escreve: "A ciência não contempla dois tipos de evidência. O mau uso da ideia de que alegações extraordinárias requerem evidências extraordinárias para reprimir a inovação e manter a ortodoxia deveria ser evitado uma vez que pode inevitavelmente atrasar a meta científica de estabelecer um conhecimento confiável."